# Dombeya baronii
Dombeya baronii är en malvaväxtart som beskrevs av Baker.. Dombeya baronii ingår i släktet Dombeya och familjen malvaväxter. Inga underarter finns listade i Catalogue of Life.